# Zečevo (Pag)
Koordinati:   44°17′40″N, 15°12′03″E
Zečevo je majhen nenaseljen otoček, ki leži med otokom Pagom in celinskim delom obale pri Ninu, v zalivu Stara Povljana. Otoček meri 0,536 km². Dolžina obalnega pasu je 3,69 km. Najvišji vrh je visok 26 mnm.
Na otočku stoji cerkvica Gospa od Zečeva.